# Let the Rhythm Hit ’Em
Let the Rhythm Hit ’Em (с англ. — «Позволь ритму поразить их») — третий студийный альбом американского хип-хоп-дуэта Eric B. & Rakim, выпущенный 22 мая 1990 года на лейбле MCA Records.
Альбом достиг 32 места в чарте Top Pop Albums и 10 места в чарте Top Black Albums в американском журнале Billboard. Альбом также достиг 58 места в чарте UK Albums Chart в Великобритании. Альбом был продан в количестве 500 тысяч экземпляров в Соединённых Штатах и был сертифицирован RIAA как «золотой» спустя три месяца, 24 августа 1990 года.
Альбом содержит три сингла, которые попали в чарты журнала Billboard: «Let the Rhythm Hit ’Em», «In the Ghetto» и «Mahogany». Сингл «Let the Rhythm Hit ’Em» также попал в хит-парад UK Singles Chart в Великобритании.

## Об альбоме
Звучание группы развивается дальше: Раким использует более глубокий, более агрессивный тон голоса и поднимает более зрелые и серьёзные темы. В музыкальном плане продакшн варьируется от мягких наполненных соулом треков, таких как «In the Ghetto», до жёсткой атаки на титульном треке «Let the Rhythm Hit ’Em».
Несмотря на то, что альбом не содержит ни одного хитового сингла, столь же популярного, как на предыдущих альбомах дуэта, многие считают его наиболее последовательным альбомом и одним из немногих рэп-альбомов, которые получили 5-микрофонную оценку, когда он был рассмотрен в журнале The Source. В 1998 году альбом был выбран журналом The Source в качестве одного из «100 лучших рэп-альбомов».
Буклет альбома содержит дань памяти отцу Ракима, Уильяму, и продюсеру Paul C., который работал над многими треками альбома до своего убийства в июле 1989 года. Его протеже Large Professor завершил его работу. Никто из них не был указан в титрах альбома.

## Авторство продакшена
Как и в прошлых альбомах Eric B. & Rakim, продюсирование было приписано дуэту. Однако, для этого альбома продюсером должен был стать продюсер Paul C. Из-за его убийства в 1989 году его протеже, Large Professor (на тот момент ещё неизвестный битмейкер из Куинса, который учился в средней школе) было предложено завершить биты альбома. Large Professor подтвердил, что Пол спродюсировал песни «Run for Cover», «Untouchables» полностью и сопродюсировал заглавный трек. Что касается его собственного вклада, Large Professor подтвердил, что он сделал всё на треке «In the Ghetto», основываясь на семпле, который дал ему Пол, а также Professor создал ударные на драм-машине для треков «No Omega» и «Step Back». Предполагается, что остальная часть продакшена была сделана Ракимом, его братом Стиви Блассом Гриффином и инженером альбома, Патриком Адамсом. Раким подтвердил, что Paul C. также спродюсировал «Keep 'Em Eager to Listenin» и «Set 'Em Straight». Раким спродюсировал «No Omega» по семплу, который дал ему Пол. Бонусный трек на CD-версии, ремикс заглавного трека, был спродюсирован DJ Mark the 45 King, который ранее сделал несколько битов для второго альбома Eric B. & Rakim, Follow the Leader. Из-за его причастности к продакшену Эрик Би выбрал Large Professor в качестве «гоуст-продюсера» для второго альбома Kool G Rap & DJ Polo, Wanted: Dead or Alive.

## Приём критиков
| Оценки критиков               | Оценки критиков |
| Источник                      | Оценка          |
| ----------------------------- | --------------- |
| AllMusic                      | [ 12 ]          |
| Christgau's Consumer Guide    | A−              |
| Entertainment Weekly          | B−              |
| Los Angeles Times             | [ 15 ]          |
| Rolling Stone                 | [ 16 ]          |
| The Rolling Stone Album Guide | [ 17 ]          |
| The Source                    | 5/5             |

Let the Rhythm Hit ’Em в основном был хорошо принят музыкальными критиками. Алекс Хендерсон из AllMusic оценил альбом на три звезды из пяти, добавив: «Эрик Би и Раким были чрезвычайно популярны в середине-конце 80-х, но к 1990 году рэп-покупатели начали терять к ним интерес. Не сильно отличаясь от Paid in Full или Follow the Leader, Let the Rhythm Hit ’Em делает технику рэпа приоритетной задачей. В то время, когда эМСи Западного Побережья, такие как Ice-T и Ice Cube, были в основном заинтересованы в том, чтобы донести политическое послание, целью Ракима было показать, сколько техники он имел. Раким может рифмовать невозмутимым тоном, но „Step Back“, „No Omega“ и другие мелодии не оставляют сомнений в том, что у него были значительные отбивные. Есть несколько сообщений (включая „In the Ghetto“), хотя Раким проводит большую часть своего времени, пытаясь найти способ выкрутить язык, чтобы хвастаться и хвастаться своими навыками работы с микрофоном. Общий результат — компакт-диск, который приятен, но является ограниченным.»

## Список композиций
| #  | Название                                                            | Длительность |
| -- | ------------------------------------------------------------------- | ------------ |
| 1  | «Let the Rhythm Hit 'Em»                                            | 5:30         |
| 2  | «No Omega»                                                          | 4:45         |
| 3  | «In the Ghetto»                                                     | 5:22         |
| 4  | «Step Back»                                                         | 4:24         |
| 5  | «Eric B. Made My Day»                                               | 5:05         |
| 6  | «Run for Cover»                                                     | 4:46         |
| 7  | «Untouchables»                                                      | 4:15         |
| 8  | «Mahogany»                                                          | 4:41         |
| 9  | «Keep 'Em Eager to Listen»                                          | 4:40         |
| 10 | «Set 'Em Straight»                                                  | 4:25         |
| 11 | «Let the Rhythm Hit 'Em» (12" vocal version remix) [CD bonus track] | 6:23         |

## В популярной культуре
Второй сингл и заглавный трек «Let the Rhythm Hit ’Em» появился в футбольной видеоигре 2007 года All-Pro Football 2K8.

## Участники записи
Участники записи для альбома Let the Rhythm Hit ’Em были взяты с сайта AllMusic.
- Eric B. & Rakim — вокал, продюсер
- Раким — лирика
- Патрик Адамс — инженер
- Антон Пукшанский — инженер
- Тони А. — инженер
- Тони П. — инженер
- Ральф Саттон — инженер
- Брайан Шойбл — инженер
- Майк «Лазер» Родос — инженер
- Рэнди Вайн — инженер
- DJ Mark the 45 King — ремиксер
- Джон Хейворд — инженер ремикса
- Кевин Круз — ассистент инженера ремикса
- Карлтон Баттс — мастеринг
- Стиви Бласс Гриффин — композитор, исполнитель
- Кэрол Фридман — арт-дирекция, фотография
- Патрик Рокес — дизайн

## Чарты

### Еженедельные чарты
| Чарт (1990)                            | Высшая позиция |
| -------------------------------------- | -------------- |
| США (Billboard 200)                    | 32             |
| США (Billboard Top R&B/Hip-Hop Albums) | 10             |
| Великобритания (UK Albums Chart)       | 58             |
| Нидерланды (Album Top 100)             | 90             |

### Итоговые годовые чарты (альбом)
| Чарт (1990)                  | Позиция |
| ---------------------------- | ------- |
| Top Black Albums (Billboard) | 58      |

### Синглы
Три сингла были выпущены из альбома. Первый сингл «In the Ghetto» достиг 82 места в чарте Hot R&B/Hip-Hop Songs и 10 места в чарте Hot Rap Songs, что делает его самым слабым синглом из трёх. Второй сингл «Let the Rhythm Hit ’Em» попал достиг 23 места в чарте Hot R&B/Hip-Hop Songs и 2 места в чарте Hot Rap Songs, что делает его самым успешным синглом из трёх. Третий и последний сингл «Mahogany» не попал в чарт Hot R&B/Hip-Hop Songs, но попал в чарт Hot Rap Songs, заняв там 28 место.
| 1990 | «In the Ghetto»          | -  | 82 | -  | - | 10 |
| 1990 | «Let the Rhythm Hit ’Em» | 81 | 23 | 37 | 9 | 2  |
| 1991 | «Mahogany»               | -  | -  | -  | - | 28 |

### Итоговые годовые чарты (синглы)
| 1990 | «Let the Rhythm Hit ’Em» | 16 |

## Сертификации

### Альбом
| Регион | Сертификация | Продажи  |
| --- | ------------ | -------- |
| США (RIAA) | Золотой      | 500,000^ |
| * Данные о продажах приведены только на основе сертификации. ^ Данные о тиражах приведены только на основе сертификации. |              |          |